# Balocerus triozus
Balocerus triozus är en insektsart som beskrevs av Webb 1983. Balocerus triozus ingår i släktet Balocerus och familjen dvärgstritar. Inga underarter finns listade i Catalogue of Life.